# Тарасий Земка
Тарасий Земка Левкович (? — 1632, Киев) — иеромонах, поэт, типограф, музыковед.

## Биография
Год рождения неизвестен. Работал в типографии Киево-Печерской лавры корректором и «исправляющим книг», а с 1624 года руководил ею. Его усилиями лаврская библиотека пополнилась разнообразной, в том числе нотной литературой. С 1631 года был игуменом Киево-Братского монастыря и ректором Киево-Могилянской коллегии. Писал стихи, переводил церковные книги с греческого и латинского языков, писал к ним предисловия.
Тарасий был одним из самых известных того времени специалистов церковного пения, заложил своими историко-теоретическими изысканиями прочную основу певческого образования Киева. Два труда о церковном пении помещены в предисловиях к его книгам «Служебник-Ліпургіон» (1629) и «Тредіон, сіє є трипеснець Святої П’ятдесятниці» (1631).
В первой из них он выступает как знаток обрядов и самой литургической службы, объясняет её название и определяет порядок проведения. Во второй приводит ценные сведения о прошлом певческого искусства. Опираясь на исторические факты и документы, он отмечает, что сюжетами песнопений были библейские тексты, и характеризует пение как наивысшее искусство разума человека. Он подчеркивает также эстетическую ценность мелодий, их «благочестии», «гражданственности», силе динамического звучания, эмоциональной передачи текста.
Большое значение для развития украинской музыкально-теоретической и педагогической мысли имели выводы Тарасия о жанровом различии псалмов, гимнов и песен. По его мнению, песнопения должны создаваться на языке, понятном простым людям, что, очевидно, объясняет его влечение к исправлению книг. Свои принципы в профессиональной музыке и её принадлежность к духовной жизни людей он утверждал словами: «Мы Руси поём».
Умер в 1632 году в Киеве.

## Работы
- На старожитный клейнот их милостей панов Балабанов
- На пресвѣтлый герб велможных панов Могилов